# SBOBET
SBOBET.com là một công ty cá cược trực tuyến. Công ty này có văn phòng hợp pháp ở châu Á tại Philippines  và châu Âu tại Đảo Man (Isle of Man)  để có thể vận hành như là một công ty cá cược thể thao quốc tế. Công ty cá cược này cung cấp dịch vụ cá cược với tất cả các môn thể thao phổ biến và được hỗ trợ dưới nhiều ngôn ngữ khác nhau.
Vào tháng 02/2009, trụ sở chính của SBOBET đặt tại đảo Isle of Man đã trở thành công ty cá cược đầu tiên tại đảo Isle of Man được cấp phép vận hành một Casino chia bài trực tuyến từ đảo này.
Vào tháng 10/2014, SBOBET đã vận
hành một thị trường cá cược tài chính mới với sự
cộng tác của TRADOLOGIC. Những sản phẩm nhị phân tài
chính đã được vận hành dưới cấp phép của Isle of
Man ORGA và Philippines CEZA-First Cagayan.

## Nhà tài trợ
SBOBET là nhà tài trợ áo đấu
cho West Ham United  cho đến cuối mùa giải 2012-2013. Họ
cũng là nhà tài trợ áo đấu cho Cardiff City F.C. vào mùa giải
2010-2011. Vào tháng 10/2009, vì những lo ngại từ những
người đại diện giải Ngoại hạng Anh về ảnh hưởng
của cá cược đối với thiếu niên, SBOBET đã thay tất cả
logo của họ trên áo đấu của đội trẻ học viện
Cardiff City bằng logo của Trại trẻ mồ côi Ty Hafan.
Celton Manx, nhà điều hành của
SBOBET, đã thông báo vào tháng 8/2013 về thỏa thuận Liên
Hiệp Cá cược châu Á với 5 câu lạc bộ của Premier League, trở thành đối tác cá cược châu Á chính thức của
Swansea City A.F.C., West Ham United F.C., Southampton F.C., Hull City A.F.C. và Norwich City F.C. trong mùa giải 2013-14.
SBOBET cũng đã là nhà tài trợ
danh hiệu cho Diễn đàn Soccerex châu Á đầu tiên được
tổ chức tại Singapore.

## Giải thưởng
Tại Lễ trao giải EGR thường
niên được tổ chức bởi eGaming Review Magazine, SBOBET đã
được trao tặng giải "Công ty cá cược châu Á của năm" trong
2 năm 2009 và 2010. SBOBET xếp hạng thứ 11 trong danh sách 50 Nhà cái hàng đầu có tầm ảnh hưởng lớn của eGaming Review năm 2011.

## Tranh luận
Vào tháng 10/2008, nhà cái SBOBET được
yêu cầu đưa ra bằng chứng về vụ scandal nghi ngờ dàn
xếp tỉ số trận đấu của cúp Hiệp hội Bóng đá Anh (FA) giữa Norwich City và Derby County F.C.. SBOBET đã từ chối
yêu cầu của FA, cho rằng điều này "không cần thiết"
và sẽ vi phạm quyền riêng tư của khách hàng. Derby
County thắng 2-1. Sau cùng, FA không tìm thấy bất kì bằng
chứng nào về việc dàn xếp tỉ số.
Vào ngày 24/09/2009, hai văn phòng
báo chí của Bulgaria là Novinite.com và 24 Chasa Daily đã
xuất bản những bài báo không đúng cho rằng SBOBET có liên quan đến việc sửa đổi trận đấu bóng đá giữa
Levski và CSKA Sofia. Hai văn phòng này lập tức ngay sau đó đã đính chính thông tin lại rằng SBOBET không liên quan đến bất kì hoạt động gian lận dàn xếp tỉ số nào, và cáo lỗi SBOBET về việc đăng tải những thông tin không chính xác.
Vào tháng 10/2009, những người đại diện của giải Ngoại hạng Anh đã phê bình 188BET và SBOBET về việc cung cấp thị trường cá cược trực tiếp những trận đấu bóng đá học viện, khẳng định những hoạt động cá cược liên quan đến các trận đấu thiếu niên và trẻ em là không được phép theo như các tổ chức cá cược thế giới quy định. 
Cả hai công ty cá cược này đã ngay lập tức ngừng hoạt động cá cược đối với các trận đấu học viện và đã liên hệ với Giải Ngoại Hạng và Hiệp hội Cầu thủ Chuyên nghiệp Anh để kiểm tra những thị trường bóng đá nào mà họ có thể cung cấp.
Vào tháng 10/2014, Hiệp hội Singapore đã thông qua Lệnh cấm cá cược để cấm toàn bộ hoạt động cá cược từ xa, bao gồm internet, điện thoại, tivi tương tác, radio và bất kì công nghệ truyền thông nào. Lệnh cấm này sẽ có tác dụng với người cá cược riêng lẻ, bên hỗ trợ, những người tham gia và công ty cá cược. Mặc dù bộ luật mới sẽ chỉ được áp dụng vào ngày 02/02/2015, SBOBET đã có một chính sách rõ ràng để không chấp nhận bất kì cược từ những quốc gia bị cấm. Bất kì tài khoản mới nào từ Địa chỉ IP Singapore đều không được chấp nhận và Singapore không nằm trong danh sách các quốc gia được đăng ký tài khoản. Những tài khoản sẽ được đóng từ ngày 01/02/2015 tuân theo bộ luật mới. Và từ ngày 12/02/2015, tất cả đăng nhập vào SBOBET sẽ bị chặn.